# إكس لانس (مسلسل)
إكس لانس هو مسلسل تلفزيوني مصري عُرض في شهر رمضان عام 1444 هـ (23 مارس 2023م)، من بطولة محمد سعد، حسام داغر، بوسي الهواري، أحمد فتحي، سارة درزاوي، حسن عبد الفتاح، ياسر علي ماهر، سامي مغاوري، ويزو، مصطفى درويش، عمر مصطفى متولي، شيرين، جيهان خليل، نهى لطفي.

## قصة المسلسل
يتمحور مسلسل "إكس لانس" الذي يعرض خلال شهر رمضان عام 2023 حول الكوميديا، ويقدم الفنان محمد سعد شخصية مشابهة لشخصية الحاج حناوي التي قدمها في فيلم "كركر". تدور أحداث المسلسل حول أزمة شخصية تورطت في قضية تهريب آثار، ويتم تصوير الأحداث في محافظتي القاهرة والأقصر.

## طاقم التمثيل
- محمد سعد
- حسام داغر
- بوسي الهواري:صفاء
- أحمد فتحي
- سارة درزاوي
- حسن عبد الفتاح
- ياسر علي ماهر
- سامي مغاوري
- ويزو
- مصطفى درويش
- عمر مصطفى متولي
- شيرين
- جيهان خليل
- نهى لطفي

## فريق العمل
- إخراج: إبرام نشأت
- تأليف: ورشة بلال هورس
- إنتاج: ممدوح شاهين
- مدير التصوير:
- مونتاج:
- موسيقى تصويرية:
- مدير ديكور: ريهام صلاح الدين